# Smaragd-Buddha

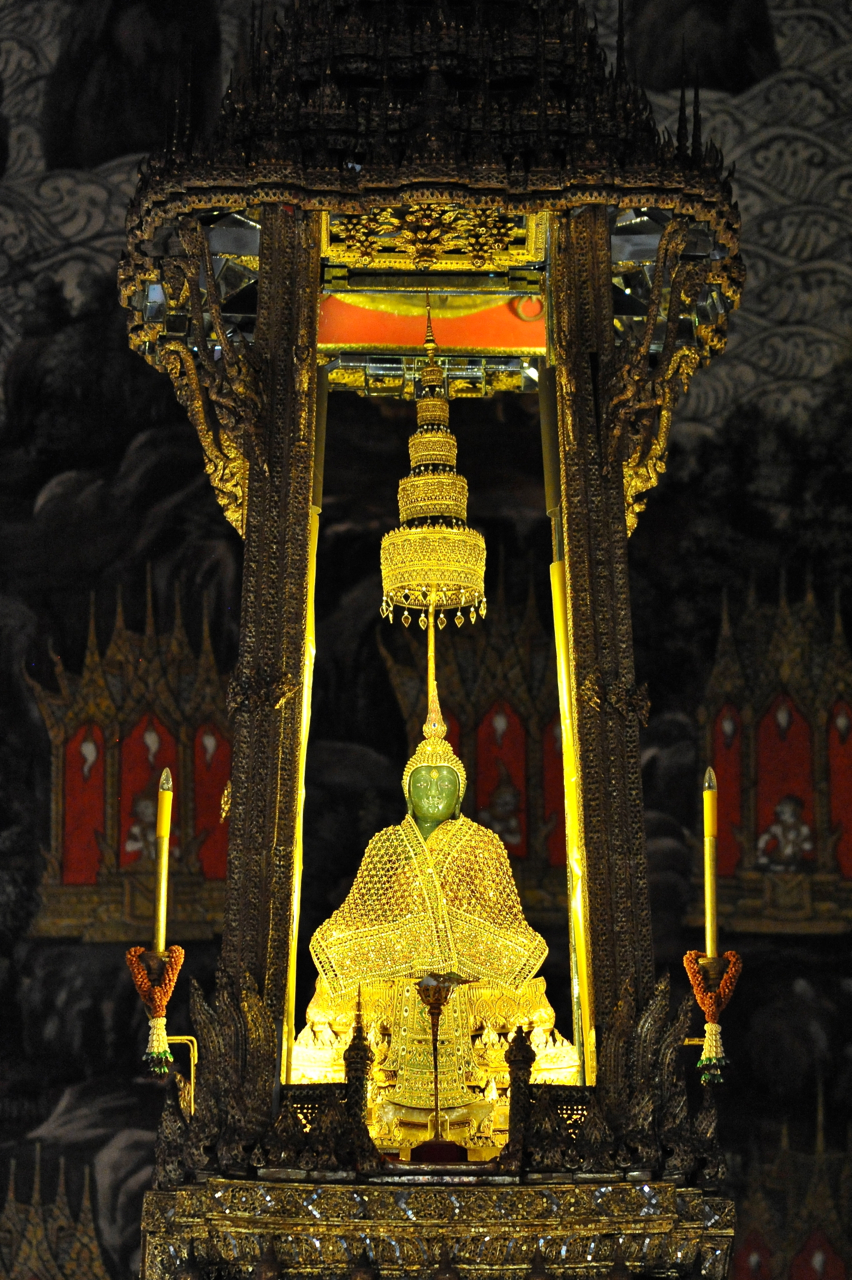
Smaragd-Buddha

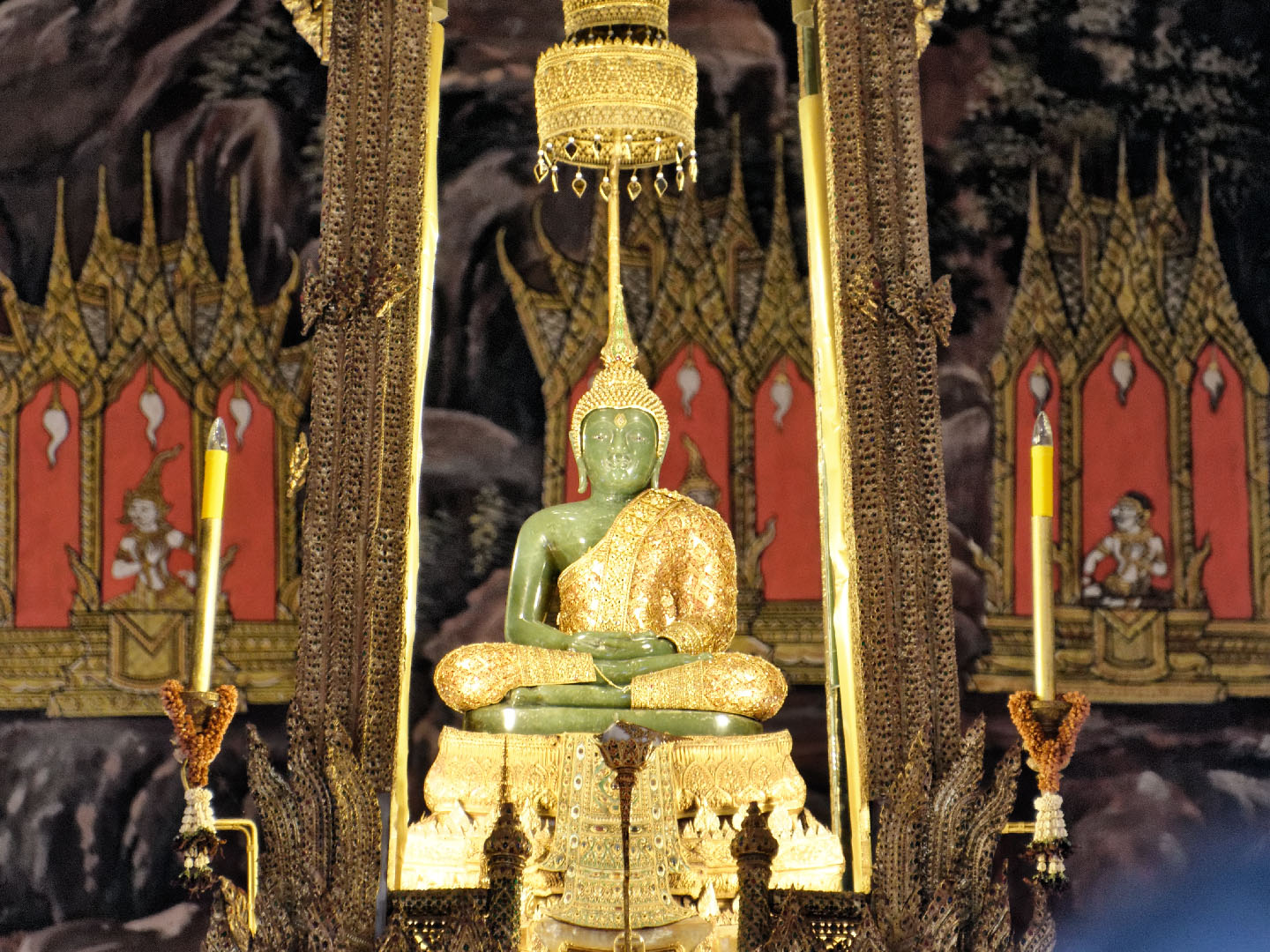
Smaragd-Buddha im Gewand der Regenzeit

Der Smaragd-Buddha (Thai พระแก้วมรกต – Phra Kaeo Morakot, offizieller Name พระพุทธมหามณีรัตนปฏิมากร – Phra Phuttha Maha Mani Ratana Patimakorn) ist das National-Heiligtum Thailands. Es handelt sich hier um die etwa 66 cm hohe Buddha-Statue (inkl. Thron), die im Tempel des Smaragd-Buddha (Wat Phra Kaeo oder offiziell: Wat Phra Si Rattana Sadsadaram) in Bangkok verehrt wird. Er ist nicht – wie etwa der Name oder die Farbe suggerieren mag – aus Smaragd, sondern aus Jade hergestellt.
Er sitzt in der sog. indischen oder heroischen Pose (virasana): seine Beine sind verschränkt, das rechte liegt oben auf dem linken. Seine Handhaltung wird Samadhi-Mudra, also Meditations-Handhaltung genannt: Die rechte Hand liegt locker auf der linken im Schoß, die Handflächen nach oben gerichtet. (Siehe auch: Buddha-Statue (Thailand))
Der Smaragd-Buddha besitzt drei verschiedene Gewänder, die vom König oder einem prinzlichen Stellvertreter dreimal im Jahr in einer feierlichen Zeremonie gewechselt werden. Die Gewänder sind dem Wetter der jeweiligen Jahreszeit angepasst: es gibt ein Gewand für die Heiße Jahreszeit (Thai: ฤดูร้อน), eins für die Kühle Jahreszeit (ฤดูหนาว) und eins für die Regenzeit (ฤดูฝน).
In Thailand werden manchen Buddha-Statuen magische Kräfte zugeschrieben, so auch dem Smaragd-Buddha. Es wird gesagt, er bringe Legitimität und Wohlstand demjenigen, der ihn besitzt. Er soll auch Epidemien abwenden.

## Die Legende
Einer märchenhaften Legende nach soll der Smaragd-Buddha im Auftrag eines indischen Mönches von den (Hindu-)Göttern Indra und Vishnu mit Hilfe der Dämonen des Berges Velu erschaffen worden sein. Erst nach einer Odyssee über Sri Lanka, Java, Myanmar und Angkor soll der Smaragd-Buddha Jahrhunderte später nach Thailand gelangt sein.

### Chiang Rai
Eine alte Chronik beschreibt, wie der Smaragd-Buddha „entdeckt“ wurde. Während eines Gewitters im Jahre 1434 schlug der Blitz in einen Chedi ein, der sich in einem Tempel in Chiang Rai (Nord-Thailand) befand. Der Chedi zerbarst und unter den Trümmern fand man eine Buddha-Figur, die mit vergoldetem Stuck bedeckt war. Sie wurde zum Abt gebracht, der nach einiger Zeit bemerkte, dass der Stuck an der Nase abblätterte. Darunter glänzte es grün. Als der Stuck vollständig entfernt worden war, kam die Figur des Smaragd-Buddhas zum Vorschein. Die Menschen strömten in den Tempel in Chiang Rai, der nach ihm „Wat Phra Kaeo“ genannt wurde, und verehrten die Buddha-Statue, so dass sie eine große Berühmtheit erlangte.

### Chiang Mai
König Sam Fang Kaen von Chiang Mai hörte vom Smaragd-Buddha und befahl, dass er in seine Hauptstadt Chiang Mai gebracht werde. Aber als der Elefant, der die Buddha-Figur trug, kurz vor Chiang Mai an die Abzweigung nach Lampang gelangte, wollte er sich nicht dazu überreden lassen, die kostbare Fracht zum ursprünglichen Bestimmungsort zu bringen. Er bog stattdessen in die Straße nach Lampang ein. Zwei weitere Elefanten verhielten sich ebenso. Der König sah das als Omen an, und so verbrachte der Smaragd-Buddha die nächsten 32 Jahre im Wat Phra Kaeo Don Thao in Lampang.
Als König Tilokarat an die Macht kam, befahl er im Jahre 1468, dass der Smaragd-Buddha von Lampang nach Chiang Mai gebracht werden soll. Er erhielt ein neues Heim in der östlichen Nische der großen Chedi im Wat Chedi Luang. Hier blieb er 83 Jahre lang.

### Laos
Als im Jahre 1551 der König von Chiang Mai starb, hatte er keine Söhne, die er als Thronerbe einsetzen konnte. Eine seiner Töchter jedoch war mit dem König von Luang Prabang (Lan Chang in Nord-Laos) verheiratet. Sie hatte einen Sohn, Prinz Chaiyachet. Dieser Prinz wurde nun „eingeladen“, neuer König von Chiang Mai zu werden, was er gerne annahm. Er bekam den königlichen Namen Chao Chayasettathirat. Kurze Zeit später starb sein Vater, der König von Luang Prabang. König Chaiyasettathirat wollte dem Begräbnis beiwohnen, hatte aber Angst, anschließend nicht mehr nach Chiang Mai eingelassen zu werden. So nahm er kurzerhand den Smaragd-Buddha mit auf die Reise. Doch es ergab sich, dass er länger in Luang Prabang blieb als geplant, so dass die Honoratioren von Chiang Mai nach drei Jahren einen anderen König ernannten.
Als die Burmesen im Jahre 1564 unter der Leitung von König Bayinnaung dazu ansetzten, Luang Prabang zu überrennen, verlegte König Chaiyasettathirat seine Hauptstadt nach Vientiane. Den Smaragd-Buddha nahm er dabei natürlich mit. Er baute ihm dort einen neuen Tempel, den er Wat Phra Kaeo nannte. Der Smaragd-Buddha verbrachte die nächsten 214 Jahre in Vientiane.

### Bangkok
Im Jahre 1778 – Ayutthaya war von den Burmesen zerstört worden und General Taksin hatte den kleinen Hafenort Thonburi zur neuen siamesischen Hauptstadt erklärt – gelang es Chao Phraya Chakri (Rama I.), Vientiane nach einer kurzen Belagerung einzunehmen. Dabei ist anzumerken, dass Chao Phraya ein Adelstitel ist, und Chakri ein militärischer Rang, etwa einem General entsprechend. Der bürgerliche Name des Chao Phraya Chakri war Thong Duan. Geboren im Jahre 1737 war er ein Nachkomme einer wohlhabenden Familie aus Ayutthaya mit Verbindungen zu den einflussreichsten Clans des alten Siam. Seine Kriegsbeute aus Vientiane, den Smaragd-Buddha, brachte er in einem Triumphzug in die neue Hauptstadt. Dort wurde er zunächst im Haupt-Tempel Wat Arun untergebracht, der direkt neben dem Palast des Königs lag.
Im Jahre 1782 wurde Chao Phraya Chakri als König Rama I. gekrönt und begründete damit die noch heute amtierende Chakri-Dynastie. Aus Gründen der viel besseren Verteidigung gegen die noch immer feindlich gesinnten Burmesen verlegte er seine Hauptstadt auf die andere, östliche Seite des Mae Nam Chao Phraya (Chao-Phraya-Fluss). Er wollte dort den Glanz der alten Hauptstadt Ayutthaya wieder aufleben lassen. Er baute daher einen neuen Palast für sich und einen neuen Tempel für den Smaragd-Buddha. Er nannte diesen Tempel „Wat Phra Si Rattana Sadsadaram“, auf Deutsch etwa „Der Tempel des heiligen Juwels (des Gottes) Indra“, von den Einheimischen wird er heute kurz „Wat Phra Kaeo“ genannt, also „Tempel des Smaragd-Buddha“. In einer feierlichen Zeremonie wurde der Smaragd-Buddha am 22. März 1784 von Thonburi in seinen neuen Tempel gebracht, wo er noch heute verehrt werden kann.